# Сарњано (Ријети)
Сарњано је насеље у Италији у округу Ријети, региону Лацио.
Према процени из 2011. у насељу је живело 45 становника. Насеље се налази на надморској висини од 226 м.